# Katedra turyńska
Katedra Metropolitalna Św. Jana Chrzciciela w Turynie (wł. Duomo di Torino) – najważniejszy kościół katolicki Turynu. Znana z przechowywanego w jej bocznej kaplicy Całunu Turyńskiego.
Powstała w latach 1491–1498, prawdopodobnie jako dzieło Meo del Caprina. Kaplica Całunu została dobudowana w latach 1668–1694.

## Galeria

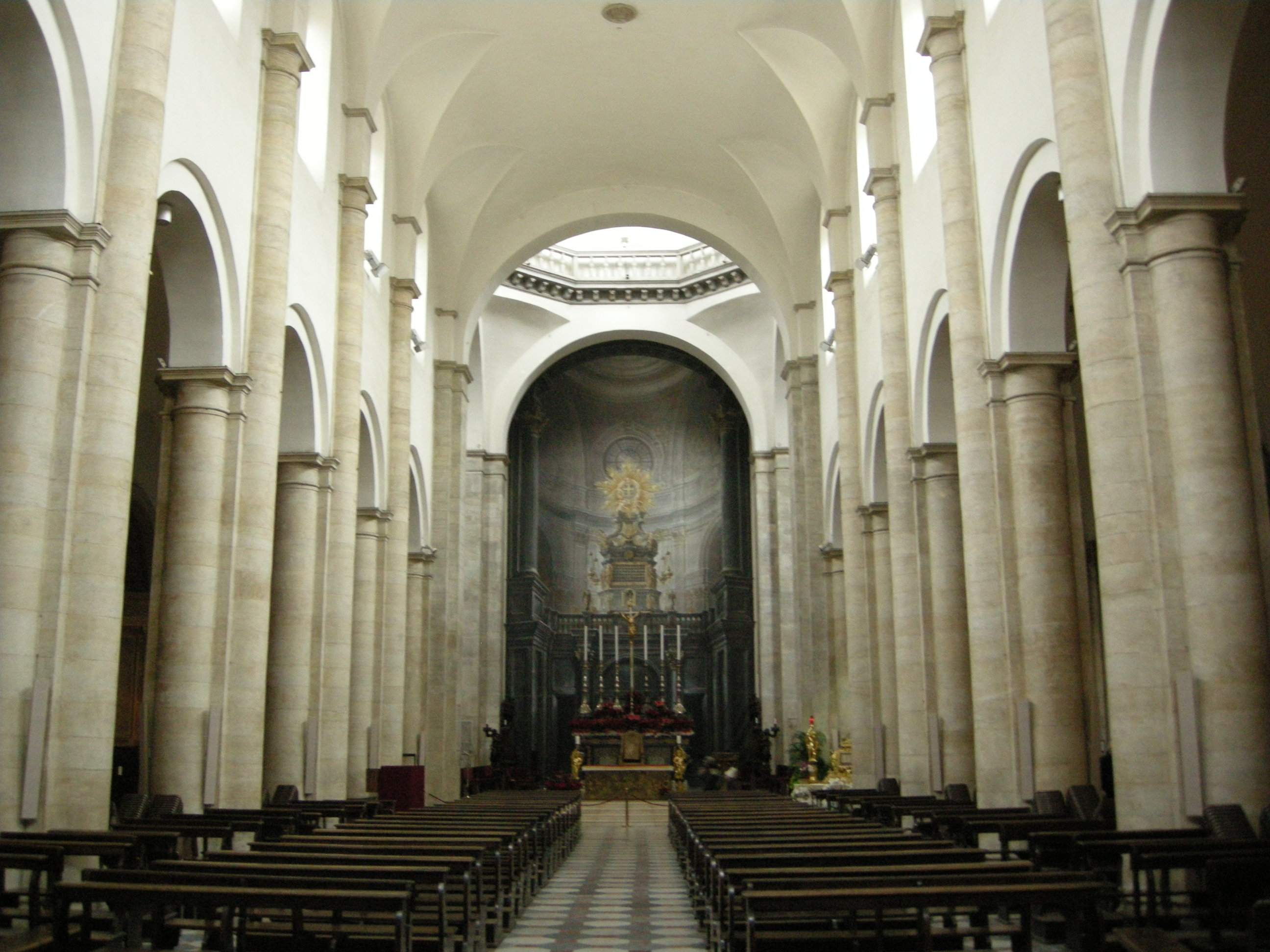
Wnętrze katedry
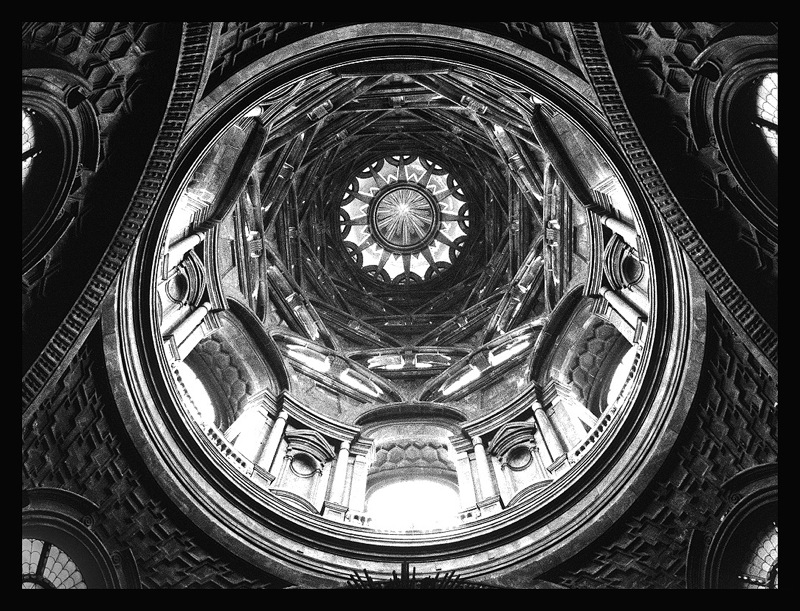
Kopuła kaplicy Całunu Turyńskiego, autorstwa Guarino Guariniego, widoczna od wewnątrz
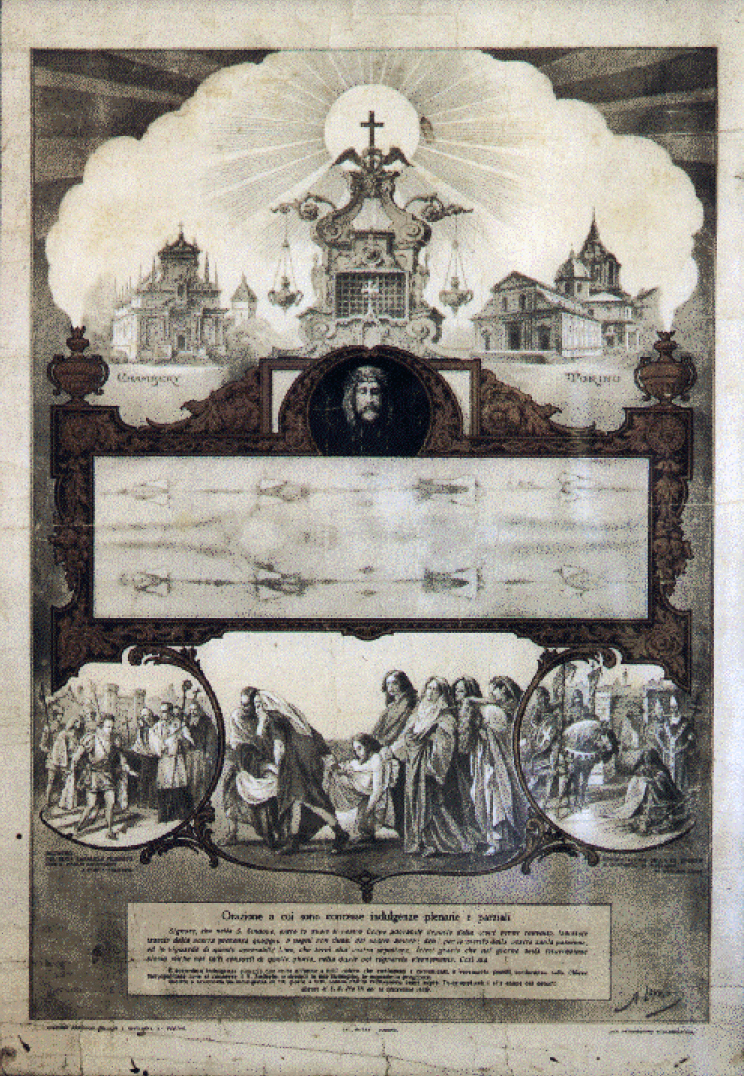
Plakat z udostępnienia całunu dla zwiedzających w 1898
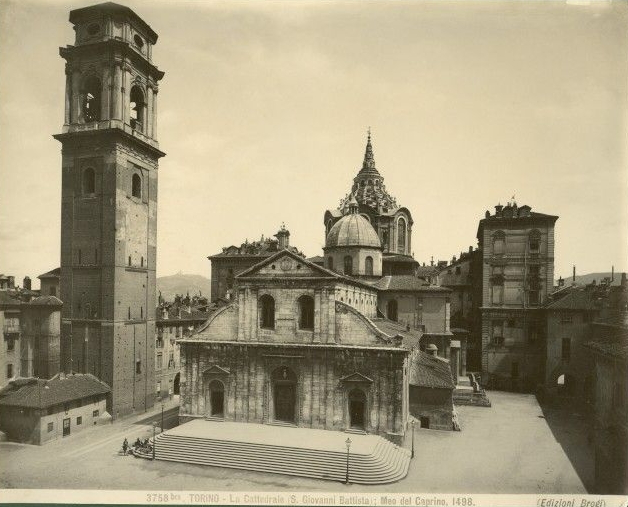
Stara fotografia katedry